# (9873) Freundlich
(9873) Freundlich, désignation provisoire 1992 GH, est un objet de la ceinture principale intérieure de 5,388 km de diamètre découvert en 1992.

## Description
(9873) Freundlich a été découvert le 9 avril 1992 à l'observatoire de Siding Spring, situé près de Coonabarabran, en Nouvelle-Galles du Sud, en Australie, par Robert H. McNaught.

### Caractéristiques orbitales
L'orbite de cet astéroïde est caractérisée par un demi-grand axe de 1,86 UA, un périhélie de 1,72 UA, une excentricité de 0,08 et une inclinaison de 19,23° par rapport à l'écliptique. Du fait de ces caractéristiques, à savoir un demi-grand axe inférieur à 2 UA et un périhélie supérieur à 1,666 UA, il est classé, selon la JPL Small-Body Database, objet de la ceinture principale intérieure.

### Caractéristiques physiques
(9873) Freundlich a une magnitude absolue (H) de 13,6 et un albédo estimé à 0,220, ce qui permet de calculer un diamètre de 5,388 km. Ces résultats ont été obtenus grâce aux observations du Wide-field Infrared Survey Explorer (WISE), un télescope spatial américain mis en orbite en 2009 et observant l'ensemble du ciel dans l'infrarouge, et publiés en 2014 dans un article présentant les résultats concernant 2 835 astéroïdes de la ceinture principale.

## Étymologie
Cet astéroïde est nommé en l'honneur d'Erwin Finlay Freundlich (1885–1964).